# Paul Sutermeister
Paul Sutermeister (Küsnacht, 6 de junho de 1864 — Berna, 2 de fevereiro de 1905) foi um pastor reformado suíço e editor do Berner Tagblatt (“jornal diário de Berna”).

## Biografia
A família de Sutermeister é originária de Zofingen. Ele cursou o ensino médio em Berna e estudou teologia nas universidades de Basiléia e Göttingen. Na região de Appenzell ele começou seu sermão. Seu livro popular Der Dorfkaiser (“O imperador do vilarejo”) no qual ele criticou veementemente “o diabo da loteria” (Lotterieteufel; uma espécie de corrupção da época) e a exploração impiedosa de pessoas vulneráveis pelos magnatas do vilarejo no qual ele vivia lhe custou o emprego como pastor em Walzenhausen e levou-o para a atividade na imprensa diária.
Como editor estrangeiro, Sutermeister começou a trabalhar no Berner Tagblatt como editor para o estrangeiro; ele editou o suplemento Berner Heim publicado todos os sábados, e redigiu artigos sobre eventos culturais locais. Por algum tempo ele era chefe da redação do jornal semanário Fürs Schweizerhaus e, depois, do jornal de entretenimento cristão Fürs Heim publicado na Basileia. Como escritor, Sutermeister ofereceu aos seus leitores uma visão perspicaz e íntima da vida cultural local na Suíça, sem esquecer seus lados escuros.
Sutermeister morreu por causa de uma pneumonia. Ele era casado com Mathilde Fontannaz e teve filhos; ao menos um deles emigrou para o Canadá.

## Literatura
- † Paul Sutermeister. In: Der Bund, v. 56, n. 60, 5 de fevereiro de 1905.
- Zum Andenken an Herrn Pfarrer Paul Sutermeister, Redaktor: Gestorben am 2 February 1905. Berna: Buchdruckerei des Berner Tagblatt, 1905. 22 páginas. Com contribuições de pastor Baumgartner, Johannes Howald e H. Hugendubel. (Reimpressão: EOD Network, 2011. ISBN 978-3226009477)